# پالیز (اسدآباد)
پالیز شهری از توابع بخش مرکزی شهرستان اسدآباددر استان همدان می‌باشد.

## تاریخچه
اردیبهشت ماه سال ۱۳۹۹ دو روستای «مزرعه بید» و «روستای جنت آباد» با یکدیگر ادغام و شهر «پالیز» تأسیس گردید.

## واژه‌شناسی
در واژه‌نامه دهخدا از «پالیز» به معنی باغ، بوستان و کشتزار یاد شده است.